# Peter Löweneck
Peter Löweneck (före adlandet Stockman), född 24 september 1679 troligen i Söndrums socken, död 14 mars 1733 i Stockholm, var en svensk fortifikationsofficer.
Peter Löweneck var son till kyrkoherden Gabriel Stockman. Han deltog under Carl Magnus Stuarts ledning som volontär vid fortifikationen i Karl XII:s operation mot Själland och mot sachsarna vid Riga och tjänstgjorde sedan som Stuarts sekreterare, till han 1704 utnämndes till löjtnant vid fortifikationsverket. Efter att han 1710–1713 med utmärkelse tjänstgjort vid Magnus Stenbocks armé och 1714 rymt ur dansk fångenskap, tjänstgjorde han till 1717 vid armén i Roslagen och 1718 som generaladjutant under Carl Gustaf Armfeldt vid dennes tåg mot Norge samt placerades 1720 i Gävle, där han uppförde en del viktiga befästningsanläggningar. Åren 1721–1735 var han fortifikationskapten vid Livgardet. Han adlades 1719.